# Muzeum Doliny Jezreel
Muzeum Doliny Jezreel (hebr. מוזאון העמק יזרעאל; ang. The Jezreel Valley Museum) – muzeum historyczne położone w kibucu Jifat, na północy Izraela. Muzeum jest poświęcone historii osadnictwa żydowskiego w Dolinie Jezreel w latach 1911-1951.

## Historia
Nowoczesne osadnictwo żydowskie w Dolinie Jezreel rozpoczęło się na początku XX wieku. Zostało ono zainicjowane przez działacza ruchu syjonistycznego, Arthura Ruppina. Około 1909 lub 1910 roku Jehoszua Hankin zakupił ze środków Światowej Organizacji Syjonistycznej pierwsze grunty w Dolinie Jezreel. Była to ziemia o powierzchni 10 km² położona w rejonie wioski al-Fulah. Zakup ten był początkiem długotrwałych sporów między Arabami i Żydami o prawa arabskich robotników rolnych, którzy zostali stąd eksmitowani. Spory dotyczyły prawa do dzierżawy gruntów rolnych i praw własności. W 1911 roku obok dawnej arabskiej wioski utworzono gospodarstwo rolne Merchavja (przekształcone w 1922 roku w moszaw Merchavja), a w 1913 roku sąsiednie gospodarstwo Tel Adaszim (przekształcone w 1923 roku w moszaw Tel Adaszim). Pod koniec I wojny światowej cała Palestyna przeszła pod panowanie Brytyjczyków, którzy w 1922 roku formalnie utworzyli Mandat Palestyny. Nowa sytuacja geopolityczna stwarzała nadzieję na realizację obietnicy Deklaracji Balfoura o utworzeniu w Palestynie „żydowskiej siedziby narodowej”. Program organizacji syjonistycznych zakładał wykupienie 4 mln akrów ziemi i osiedlenie w Ziemi Izraela w ciągu dziesięciu lat około miliona Żydów. W tym celu miało powstać wiele osad rolniczych i dziesięć większych skupisk miejskich – niektóre poprzez rozbudowę istniejących już miejscowości (Jerozolima, Jafa, Hajfa, Tyberiada i Safed), a niektóre poprzez założenie zupełnie nowych. Pod budowę jednego z nowych miast wybrano żyzną Dolinę Jezreel. W 1921 roku założono pierwszy w Palestynie moszaw Nahalal. Osada została zaprojektowana przez architekta Richarda Kaufmanna, który zastosował koncepcję symetrycznego koła. W jego centrum umieszczono budynki użyteczności publicznej, a wokół powstały zabudowania mieszkalne i gospodarcze. Koncepcja ta spełniała wymogi estetyczne, ale również i obronne. Tutejsze muzeum opisuje przebieg tych wszystkich wydarzeń, doprowadzając do 1951 roku, kiedy to powstał kibuc Jifat. Właśnie w tym kibucu w 1972 roku powstało Muzeum Doliny Jezreel.

## Zbiory muzeum
Celem muzeum jest udokumentowanie historii osadników w Dolinie Jezreel. Skupia się więc ono na opowieści o kibucach i moszawach, opisując drogę ich powstawania i rozwoju. Muzeum posiada bogatą kolekcję eksponatów, które ilustrują trudności życia pierwszych pionierów, atmosferę spółdzielni rolniczych i kulturę społeczności żydowskich w dolinie. Wśród eksponatów są maszyny i narzędzia rolnicze, wyposażenie budynków, ubrania i inne. Jest tu odrestaurowana synagoga. Do muzeum należy także mleczarnia – ta część nazywana jest Muzeum Obory i przedstawia ona historię rozwoju hodowli bydła i przemysłu mleczarskiego w kraju, od początku jego istnienia.
Oprócz stałej ekspozycji, muzeum organizuje wieczory poetyckie, konferencje, imprezy kulturalne i wystawy.